# Акино, Хайро
Хайро Хосе Акино (англ. Jairo Jose Aquino; родился 18 июля 1990 года в Болдуин Парк, Калифорния, США) — американский футболист , выступающий за футбольный клуб «Бока Гибралтар» в Премьер-дивизионе Гибралтара.

## Карьера
В начале 2016 года Акино, будучи включенным в состав футбольного клуба «Академия» (Кишинёв) молдавского национального дивизиона, заявил, что рад быть здесь и очень рад возможности проявить себя.
Оказавшись через некоторое время в Нуова Мама Миа из румынской лиги III вместе с другим американцем Эриберто Понсе-младшим в конце 2016 года, они стали единственными иностранцами в команде. Хайро Акино носил 16-й игровой номер . Перевод был организован американским агентом Джорджем Сангеорзаном, который поверил в их способности. На уровне третьего дивизиона полузащитник утверждал, что это был физический и сложный отбор.

## Образование
Окончил Маунтин-колледж в Сан-Антонио, специализировался на кинезиологии в Калифорнийском университете Лос-Анджелеса.

## Личная жизнь
Является сыном Мауро Акино и имеет сальвадорское гражданство.